# 오마리 존스
오마리 존스(영어: Omari Jones, 영어 발음: /oʊ̯ˈmɑːɹi ˈʤoʊ̯nz/, 2002년 11월 7일~)는 미국의 권투 선수이다. 2024년 하계 올림픽에서 남자 웰터급 동메달을 획득했으며 세계 선수권 대회에서 은메달 1개를 획득했다.